# 埃及重腳獸
重腳獸（Arsinoitherium）是已滅絕的近蹄類，與象及蹄兔目有關。牠們外表像犀牛，是草食性動物，生存於3600-3000萬年前始新世晚期至漸新世早期的熱帶雨林及沼澤邊緣。

## 外表及解剖
重腳獸外表像犀牛，肩高約1.8米及長3米。牠們的特徵是有一對從鼻端伸出巨型像刀的角，及有另一對細小結節狀的角在頭頂，僅在大角的後面。雖然牠們的骨骼粗壯，但牠們是從適於行走的祖先演化而來，估計能夠像象或犀牛般奔跑。牠們的肢骨像象的，而非像犀牛。重腳獸有完整的44顆牙齒，是原始的胎盤動物的齒列，這顯示牠們是選擇性食性的。由於牠們的體型較大及肌肉發達，並不容易被獵殺。但是，肉齒目亦可以獵食細小的年幼的重腳獸。

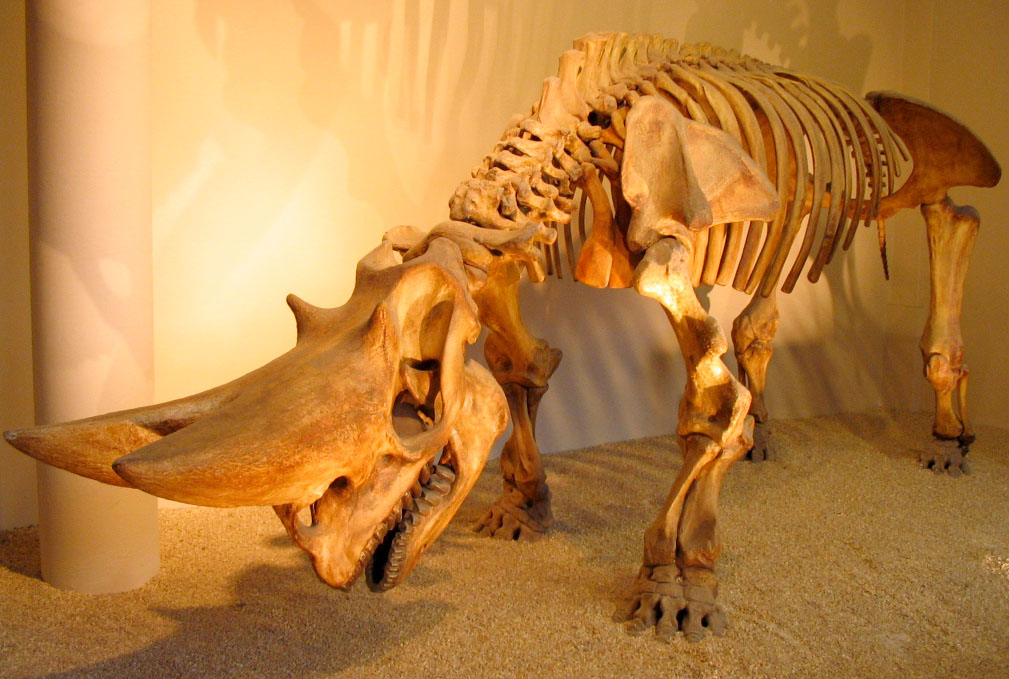
齊氏重腳獸。

## 命名
重腳獸的學名是為紀念埃及托勒密二世的皇后阿爾西諾伊二世而取的，因為最初的化石是在其宮殿的廢墟附近發現。這裡發現的骨骼是唯一完整的。最著名的物種是齊氏重腳獸；第二個物種A. giganteum是於2003年在埃塞俄比亞發現，体型更大。這些化石可以追溯至2700萬年前。

## 外部連結
- New fossils from Ethiopia open a window on Africa's 'missing years' （页面存档备份，存于）